# Гранит (окръг)
Вижте пояснителната страница за други значения на Гранит.
Окръг Гранит (на английски: Granite County) е окръг в щата Монтана, Съединени американски щати. Площта му е 4488 km², а населението - 2830 души (2000). Административен център е град Филипсбърг.